# Tyspanodes creaghi
Tyspanodes creaghi là một loài bướm đêm trong họ Crambidae.